# ハイドラ70ロケット弾

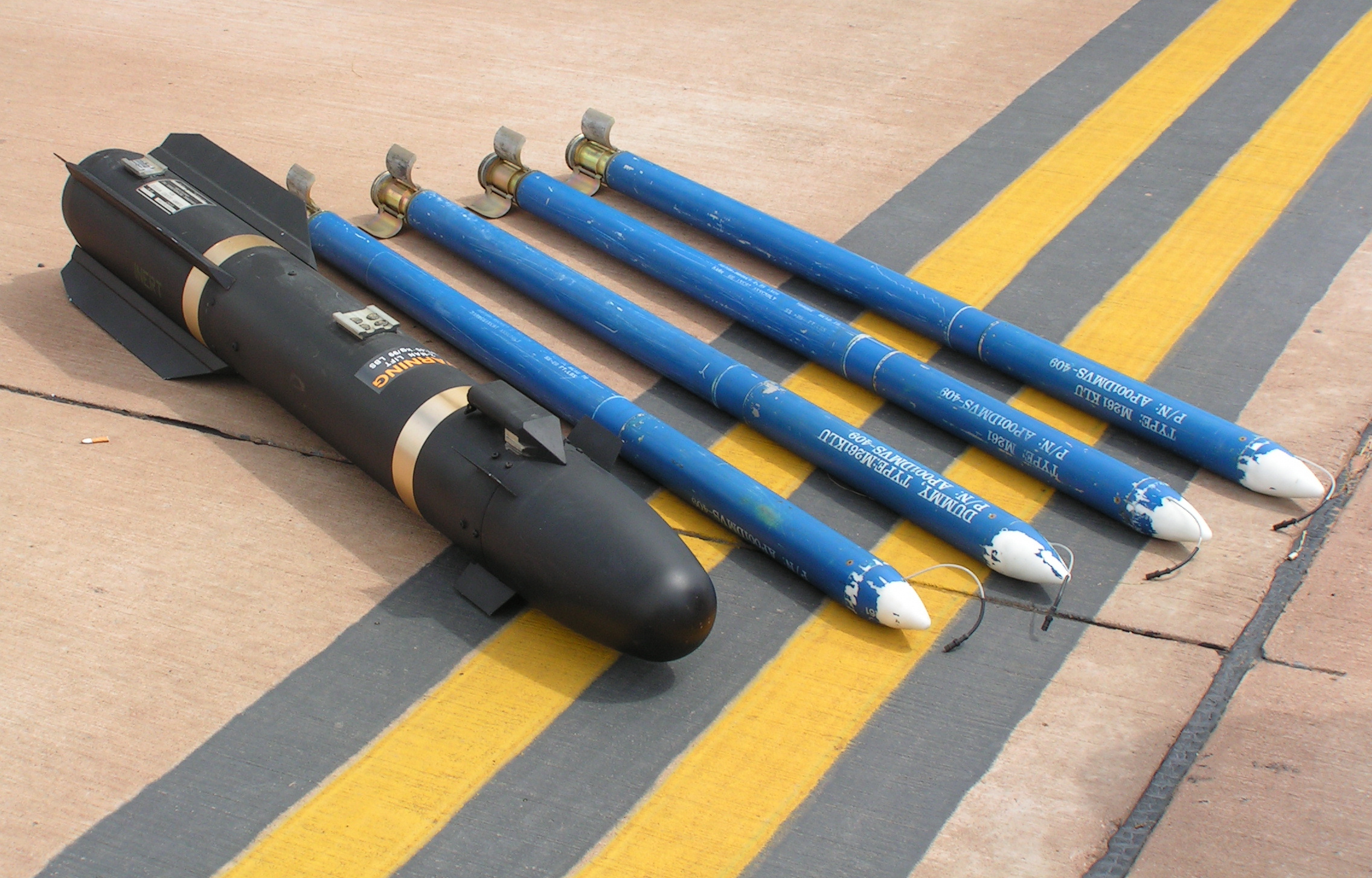
右の4本がハイドラ70ロケット弾の模擬弾(Dummy)。左側はヘルファイア対戦車ミサイル

ハイドラ70ロケット弾（ハイドラ70ロケットだん 英:Hydra 70 rocket）は、アメリカ軍の航空機搭載型小翼折り畳み式ロケット弾シリーズである。1948年に開発されたMk4 FFAR マイティ・マウスの後継として1972年より使用されている。

## 基本構造
ハイドラ70 2.75inロケット弾ファミリー（以下ハイドラ70）は、直径2.75インチ（70mm）の航空機発射ロケット弾で、構造はMk66 ロケット・モーターに各種弾頭を組み合わせたものである。
Mk66は全長1.06m、弾体直径70mm、重量6.2kg、展開時尾翼幅0.168mで、先端に弾頭を取り付けるネジ部、中央部分にダブルベース固体推進薬と点火装置を内蔵する。弾体には溝が切られており、これにより弾体を発射直前に毎分600回転させ、発射直後、低速時の弾道を安定させる。外側には弧状断面を持つ3枚の取り巻き型翼が収納され、発射後展開して空力により弾体を毎分2,100回転させ、弾道を安定させる。 また、各種弾頭、信管は事前に組み合わされて戦地に送られる。どのモデルも、最小射程は300m、最大射程は弾頭の重量によって異なるが、8,000mほどである。
取り巻き型翼を備えるハイドラ70のようなロケット弾の形態は、英語では「Wrap-Around Fin Aerial Rocket（取り巻き型翼空中発射ロケット弾、略してWAFAR）」とも記述される。

## 各種弾頭
ハイドラ70ロケット弾ファミリーには、多様な弾頭と信管があり、これによって目標を問わず使用することができる。

### M151
対人・対資材用の高爆発威力弾頭（HE）で、殺傷範囲は50mを誇る。信管には、M423 ヘリコプター・ポイント破砕信管、M427 高性能航空機ポイント破砕信管、M433 超迅速/遅延貫通信管、M429 空中起爆近接信管、M440 着発信管のいずれかが取り付け可能である。
重量は3.92kgで、1.04kgが炸薬としてコンポジションB-4となっている。
また、訓練用の発煙・発光弾はM274と呼ばれ、M151と同様の弾道特性を持ち、同様の信管を取り付けることができるが、現在は生産されていない。

### M229
M151の大型化、炸薬重量は2.17kg、搭載できる信管はM151とほぼ同じで、M433のみ取り付けることができない。

### M247
対装甲目標用の、成形炸薬弾/HEDP（高爆発力双目的）弾頭。信管は、M438 着発信管。

### M255/M255E1
ヘリコプターから発射し、どんな目標にも対応できるフレシェット弾頭で、M255が2,500発/28グレイン（1.8g）、-E1型が1,180発/60グレイン（3.8g）のフレシェット（ダーツ状の、爆発時に飛散する小さな金属片）を内包する。
60グレインフレシェット弾頭の場合、目標の150m手前でフレシェットが放出され、140m飛翔し約6.5°の範囲で拡散し、フレシェット1発が約35mの範囲をカバーするように設計されている。また、これら2種類の弾頭を同時に使用すると1,500mをマッハ2で飛翔する空対空ロケット兵器として極めて有効なものとなる。
信管は、M439 セレクタブル時限信管で、この信管は起爆までに要する時間を発射前にパイロットが設定することができ、起爆時間は発射前に目標との距離から算出され、入力後発射される。

### WDU-4/A・WDU-4A/A
比較的新しいフレシェット弾頭で、WDU-4A/Aは2m200発/30グレイン（1.3g）のフレシェットを内包している。信管は、M113A 空中起爆信管を内蔵する。

### M261 MPSM (Multi Purpose Small Munitions:　多目的子弾)
アルミニウム製のケース、プラスチック製の先端コーンで構成されているため非常に軽量で、中に9発のM73 MPSM高性能炸薬擲弾が内包されており、M439信管により時限放出される。
また、M267という訓練用のタイプがあり、こちらはM75発煙弾3発と不活性子弾6発を内包する。

### M257 Illumination Flare
スタンドオフ・イルミネーションフレア（照明弾）で、パラシュートを内蔵し、550m（最適展開高度）で展開されると100万カンデラで120秒間以上にわたって燃焼し、1.6kmの範囲を0.5ルクスで照らし出すことができる。信管は、M442空中起爆信管を内蔵する。

### M278 Infrared Illumination Flare
赤外線イルミネーションフレア。信管は、M442空中起爆信管を内蔵する。

### M264RP
煙幕用弾頭で、非常に高濃度の無害性のスモーク（赤リン）を張る。信管は、M439 時限信管。

### M156
煙幕用弾頭（黄リン）で、信管は、M439時限信管。
主にFAC（前進航空統制員）が搭乗する機体に搭載され、近接航空支援の際に実際に攻撃を行う機体に攻撃目標を指示するのに使用する。

### WTU-1/B
訓練用イナート弾。

## ハイドラ70派生 誘導ロケット弾
ハイドラ70は、無誘導のロケット弾であり、一度に多数発射して一部が目標に当たれば良いという使い方をされてきた。しかし、このような使用方法では、目標が遠距離なほど命中率は低下し、不必要な破壊・殺傷を引き起こす場合がある。また、兵装搭載量の少ないヘリコプターの携行弾を無駄に使用することになり、トータルでの運用コストの増加につながった。これに対し、アメリカ軍は通常のロケット弾よりも命中精度が高く、ヘルファイアなどの対地ミサイルよりも安価かつ威力を抑えた対地兵器の必要性を湾岸戦争において痛感し、ハイドラ70の弾体を流用した誘導ロケットが開発された。
代表的なものにAPKWSやLOGIRがあり、他にもDAGRやGATRなどがある。

### APKWS

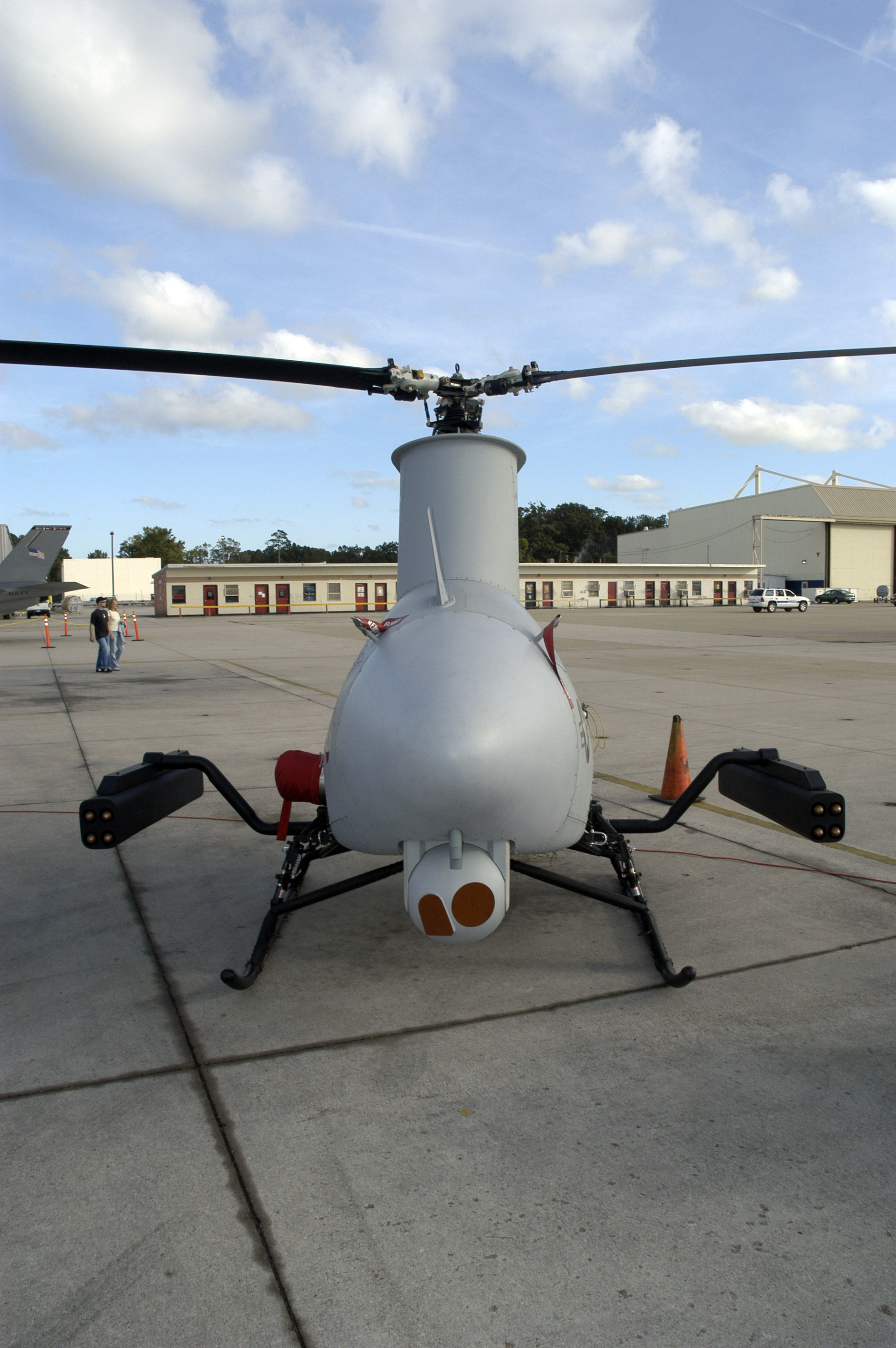
APKWSを搭載したMQ-8B

APKWSは、先進精密攻撃兵器（英：Advanced Precision Kill Weapon System）の略であり、ハイドラ70の弾頭とモーターの間にセミアクティブ・レーザーによる誘導装置を取り付けたもので、4枚の動翼で制御される。この4枚の動翼は折りたたみ式であり、また、それぞれが小型のレーザー・シーカーを備えており、発射後、展開されることによってシーカーの視野をより広く確保することができる。
既に試射も行われており、2008年に調達を開始する予定。最低射程は1,500m程度で、最大射程は5,000mほどになる予定である。APKWSにはM151, M261, M264, M267, M255A1, M229, M257, M278, WTU-1/Bの各種弾頭が使用可能とされている。非公式ながら、ヘルファイア・ジュニアの愛称を与えられている。

### LOGIR
LOGIRは、低価格画像誘導ロケット弾（Low-Cost Guided Imaging Rocket）の略であり、ハイドラ70の弾頭先端に赤外線シーカーと弾頭とモーターの間に4枚の折りたたみ式の動翼を取り付けたもので、APKWSと違い、母機から画像データを入力すれば発射後は撃ちっ放し（ファイア・アンド・フォーゲット）が可能となる。

### DAGR
DAGRは、直接攻撃誘導ロケット弾（Direct Attack Guided Rocket）の略であり、ハイドラ70のモーターを流用し前半部をセミアクティブ・レーザーによる誘導装置付きM423 信管付きM151弾頭に取り換えたものであり、最大の特徴はヘルファイアIIとの互換性を重視している点で、ヘルファイアII同様LOBL（発射前ロックオン）だけでなくLOAL（発射後ロックオン）が可能であり、既存のM260/M261発射ポッドの他にヘルファイア用のM299 4連ランチャーのレールの1つに取り付ける4発入りキャニスターがあり、ヘルファイアIIとDAGRの混載運用を可能としている。

## 発射ポッド

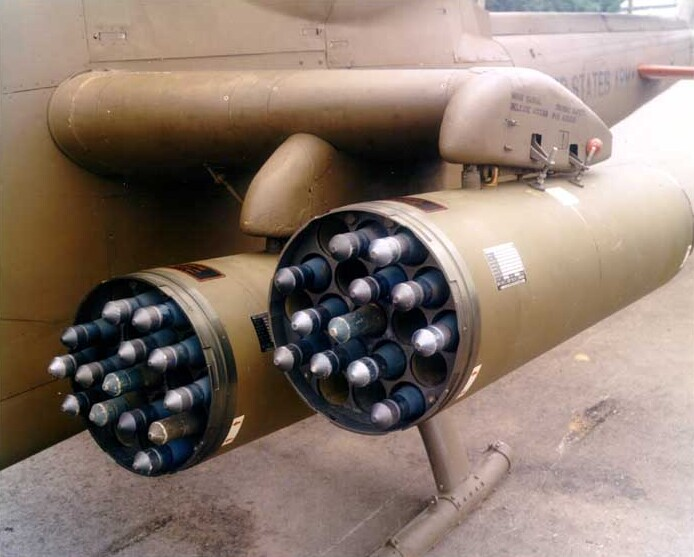
AH-1に搭載されているM261発射ポッド

ハイドラ70は、以下の各種ポッドから発射される。（）内は、ハイドラ70の収容数。
- 海軍　LAU-61C/A（19）LAU-68D/A（7）LAU-68E（7）
- 空軍　LAU-130/A（19）LAU-131/A（7）
- 陸軍　M260（7）M261（19）

## 運用国
- オーストラリア
- コロンビア
- エジプト
- 日本
- 韓国
- クウェート
- オランダ
- フィリピン

- カタール - 2023年時点で、カタール空軍がAGR-20A APKWSを保有している[3]。
- シンガポール
- タイ
- ウクライナ
- アラブ首長国連邦
- イギリス
- アメリカ合衆国

## 登場作品

### 映画
『アパッチ』
アメリカ陸軍のAH-64A アパッチに搭載されたものが、レーダー施設や敵攻撃ヘリコプターに対して使用される。
『エネミー・ライン』
アメリカ海兵隊のUH-1N ツインヒューイに搭載されたものが、主人公を襲撃するセルビア人武装勢力に対して使用される。
『ガメラ2 レギオン襲来』
陸上自衛隊のAH-1Sに搭載されたものが、名崎送信所に群がる小型レギオンに対して使用される。

### 漫画
『続・戦国自衛隊』
漫画・小説版にて、戦国時代へタイムスリップしたアメリカ軍の攻撃ヘリコプターに搭載されたものが、同様にタイムスリップし、「関ヶ原の戦い」で西軍に味方する自衛隊に対して使用される。
漫画版ではAH-64D アパッチ・ロングボウに、小説版ではAH-1W スーパーコブラに搭載されている。

### 小説
『WORLD WAR Z』
アメリカ陸軍のRAH-66 コマンチに搭載されたものが、ゾンビの大群に対して使用される。
『ゼロの迎撃』
第4対戦車ヘリコプター隊所属のAH-64Dに搭載されたものが、隅田川に墜落した貨物機を粉砕し、川の氾濫を防ぐために使用される。
『日本北朝鮮戦争 竹島沖大空海戦』
陸上自衛隊のAH-1Sに搭載されたものが、北朝鮮工作員に対して使用される。
『日本国召喚』
小説版と漫画版に登場。陸上自衛隊のAH-1Sに搭載されたものが、ロウリア王国の騎兵隊に対して使用される。小説版ではロウリア王国海軍の木造帆船への対艦攻撃にも使用されている。
『バイオハザード: ヴェンデッタ』
ノベライズ版にBSAA所属のV-22オスプレイに搭載されたものが、ウイルス投与で肉体強化されたディエゴ・ゴメスに対して使用される。

### ゲーム
『Wargame Red Dragon』
NATO陣営の各種ヘリコプターや航空機の武装として「M151 Hydra」の名称で登場。
『バトルフィールドシリーズ』
『BF2』
AH-1Z ヴァイパーとAH-64D アパッチ・ロングボウに搭載されて登場。
『BF2MC』
AH-64DとAS-665 ティーガーに搭載されて登場。
『BFBC2』
AH-64Dに搭載されて登場。
『BF3』
AH-1ZとF/A-18E スーパーホーネットに搭載されて登場。作中の名称は「ロケットポッド」。
『BF4』
「ハイドラロケット」の名称で登場。攻撃ヘリや攻撃機に搭載できる。
『マーセナリーズ』
韓国軍が使用するRAH-66 コマンチ（作中での名称は「LHX」）に搭載されて登場。
『マーセナリーズ2 ワールド イン フレームス』
連合軍が使用するAH-1W スーパーコブラの武装として登場。